# Portret siostry artysty, Wandy Müller-Wandau
Portret siostry artysty, Wandy Müller-Wandau – obraz polskiego malarza Henryka Rodakowskiego z 1858, znajdujący się w Galerii sztuki polskiej 1800-1945 Muzeum Śląskiego w Katowicach.
Spory portret Wandy Müller-Wandau (1832-1863), siostry artysty, żony pułkownika armii austriackiej Augusta Müllera Edlera von Wandau. Obraz powstał, gdy modelka miała 26 lat. Ubrana jest w białą suknię i ciemny zielony płaszcz. Wchodząca do kościoła Wanda, spogląda w kierunku obserwatora. Do momentu zakupienia obrazu przez Muzeum Śląskie, pozostawał on w ręku rodziny. Muzeum kupiło portret od Zygmunta Rodakowskiego, syna autora, w Krakowie w 1935 roku. Dzieło jest sygnowane w lewym dolnym rogu: H. Rodakowski/1858. Ma wymiary 121 × 91 cm. Muzealny nr inwentarzowy: MŚK/SzM/461.